# Гана на Светском првенству у атлетици на отвореном 2017.
Гана је учествовала на 16. Светском првенству у атлетици на отвореном 2017. одржаном у Лондону од 4. до 13. августа шеснаести пут, односно учествовала је на свим првенствима до данас. Репрезентацију Гане представљало је 8 такмичара (2 мушкарца и 6 жена) који СУ се такмичили у 5 дисциплина (2 мушке и 3 женске).,

## Учесници
| Мушкарци: - Емануел Дасол — 400 м - Алекс Аманква — 800 м | Жене: - Џенет Ампонса — 200 м, 4х100 м - Flings Owusu-Agyapong — 4х100 м - Џема Ашимпонг — 4х100 м - Акуа Обенг-Акрофи — 4х100 м - Персис Вилијам-Менса — 4х100 м - Нађа Еке — Троскок |  |

## Резултати

### Мушкарци
| Атлетичар     | Дисциплина | Лични рекорд | Квалификације  | Квалификације  | Полуфинале           | Полуфинале           | Финале               | Финале               | Детаљи |
| Атлетичар     | Дисциплина | Лични рекорд | Резултат       | Место          | Резултат             | Место                | Резултат             | Место                | Детаљи |
| ------------- | ---------- | ------------ | -------------- | -------------- | -------------------- | -------------------- | -------------------- | -------------------- | ------ |
| Емануел Дасол | 400 м      | 45,43        | није стартовао | није стартовао | Није се квалификовао | Није се квалификовао | Није се квалификовао | Није се квалификовао |        |
| Алекс Аманква | 800 м      | 1:44,80      | 1:47,56        | 4. у гр. 4     | Није се квалификовао | Није се квалификовао | Није се квалификовао | 32 / 44 (49)         |        |

### Жене
| Атлетичарка                                                            | Дисциплина | Лични рекорд | Квалификације | Квалификације | Полуфинале            | Полуфинале            | Финале                | Финале       | Детаљи |
| Атлетичарка                                                            | Дисциплина | Лични рекорд | Резултат      | Место         | Резултат              | Место                 | Резултат              | Место        | Детаљи |
| ---------------------------------------------------------------------- | ---------- | ------------ | ------------- | ------------- | --------------------- | --------------------- | --------------------- | ------------ | ------ |
| Џенет Ампонса                                                          | 200 м      | 22,90        | 23,77 (,770)  | 4. у гр. 5    | Није се квалификовала | Није се квалификовала | Није се квалификовала | 37 / 46 (49) |        |
| Flings Owusu-Agyapong, Џема Ашимпонг, Акуа Обенг-Акрофи, Џенет Ампонса | 4х100 м    | 42,67 НР     | 43,68 НРС     | 5. у гр. 1    |                       |                       | Нису се квалификовале | 10 / 13 (16) |        |
| Нађа Еке                                                               | Троскок    | 14,20        | 13,52         | 12. у гр. Б   | 23 / 26               |                       | Нису се квалификовале |              |        |